# Temple du Marais
Il tempio di Santa Maria (in francese: temple Sainte-Marie), anche conosciuto come tempio del Marais (in francese: temple du Marais) dall'omonimo quartiere, è un luogo di culto protestante di Parigi, ubicato nel IV arrondissement all'incrocio tra Rue Saint-Antoine e Rue Castex.
L'edificio è monumento storico di Francia dal 1887.

## Storia
L'edificio sorse nel XVII secolo come luogo di culto cattolico dedicato alla Visitazione della Beata Vergine Maria per l'annesso convento dell'Ordine della Visitazione di Santa Maria; il progetto venne affidato a François Mansart e la costruzione della chiesa cominciò nel 1632 per terminare due anni dopo; essa venne finanziata da Noël Brûlart de Sillery, la cui famiglia, insieme a quella di Nicolas Fouquet, sovrintendente alle finanze di Francia sotto Luigi XIV, aveva la propria sepoltura all'interno del luogo di culto. Nel 1665 venne realizzata la cripta.
Dopo la distruzione del convento nel corso della Rivoluzione francese, la chiesa, divenuta proprietà nazionale, fu prima sede del club degli Amis de la loi, poi venne destinata al culto protestante nel 1808 per decreto di Napoleone Bonaparte. Tra il 1872 e il 1874 la chiesa è stata interessata da un intervento di restauro condotto su progetto di Jean Varcollier.

## Descrizione

### Arte e architettura

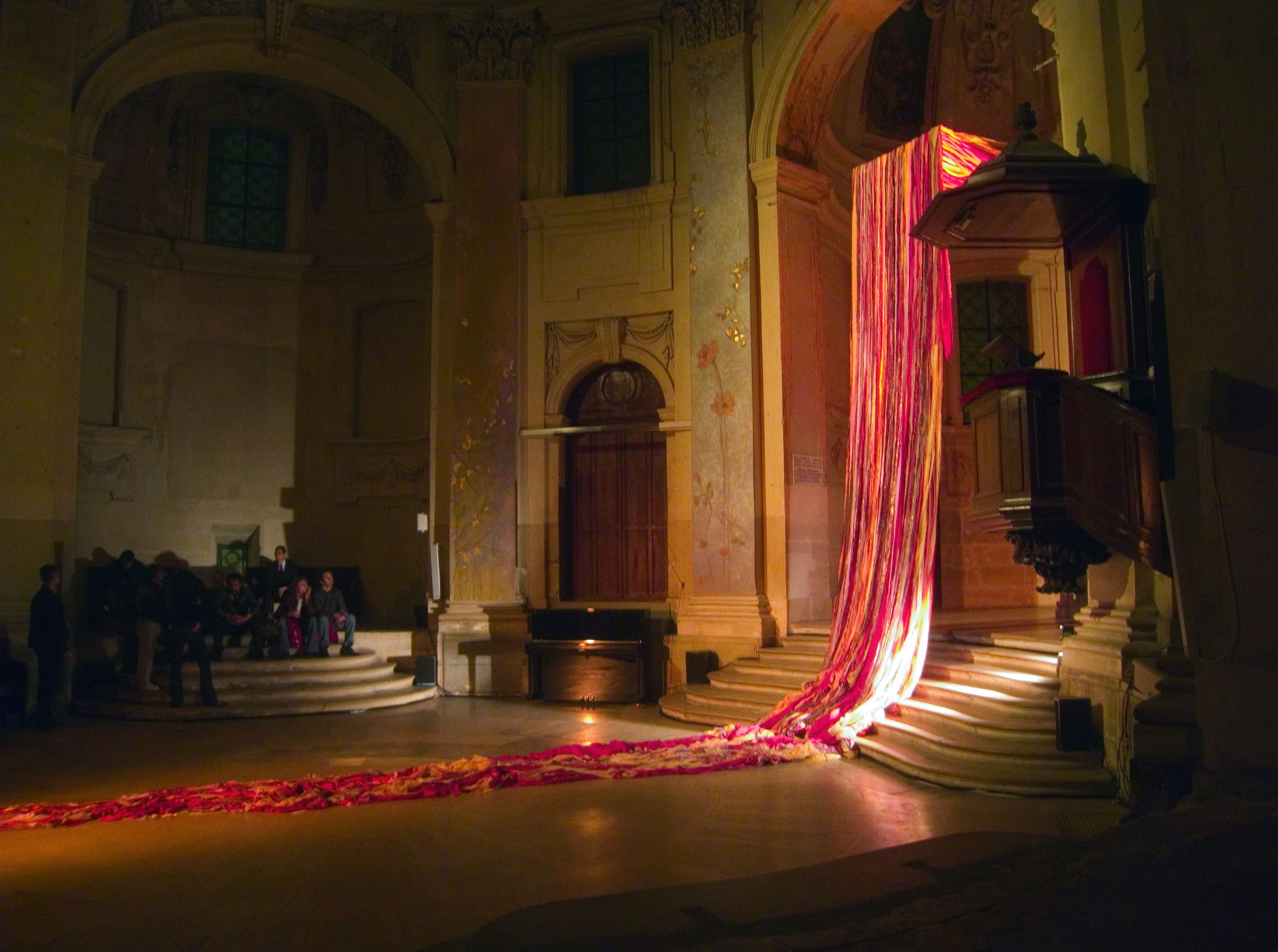
L'interno durante la notte bianca 2010

La chiesa costituisce un importante esempio di architettura barocca francese.
L'esterno è caratterizzato dalla cupola, coperta con tegole di ardesia, il cui tamburo è movimentato da semipilastri e decorato da bassorilievi raffiguranti festoni; la lanterna raggiunge i 33 metri di altezza. Su Rue Saint-Antoine dà la facciata, terminante in alto con una particolare forma semicircolare. Il portale d'accesso alla chiesa è preceduto da una doppia scalinata e sormontato da un timpano triangolare sorretto da due colonne corinzie lisce e ornato da due sculture allegoriche progettate da Jean Varcollier. Il rosone è sormontato dallo stemma dell'Ordine della Visitazione di Santa Maria.
Internamente, la chiesa presenta una pianta centrale, il cui vano principale, coperto da cupola a base circolare, ha un diametro di 15 metri. Su di esso si aprono, a croce, quattro ambienti anch'essi semicircolari, corrispondenti a quello d'ingresso, occupato dalla cantoria, al presbiterio e, lungo l'asse orizzontale, alle due cappelle ove in origine si trovavano le sepolture delle famiglie de Sillery e Fouquet, in seguito rimosse. Il presbiterio, rialzato di alcuni gradini rispetto al resto della chiesa, presenta al centro l'altare ed è affiancato sulla destra dal pulpito ligneo.
All'ambiente centrale della chiesa corrisponde una cripta, progettata da Michel Villedo e realizzata nel 1665, caratterizzata da un pilastro cilindrico centrale.

### Organo a canne
Sulla cantoria posta sopra l'ingresso si trova l'organo a canne, costruito nel 1895 dalla ditta Merklin e restaurato una prima volta Haerpfer nel 1960 e da Hedelin nel 1992.
Lo strumento è a trasmissione integralmente meccanica, si compone di 18 registri ed è racchiuso all'interno di una cassa lignea. La sua consolle dispone di due tastiere di 56 note ciascuna e pedaliera di 30.

## Galleria d'immagini

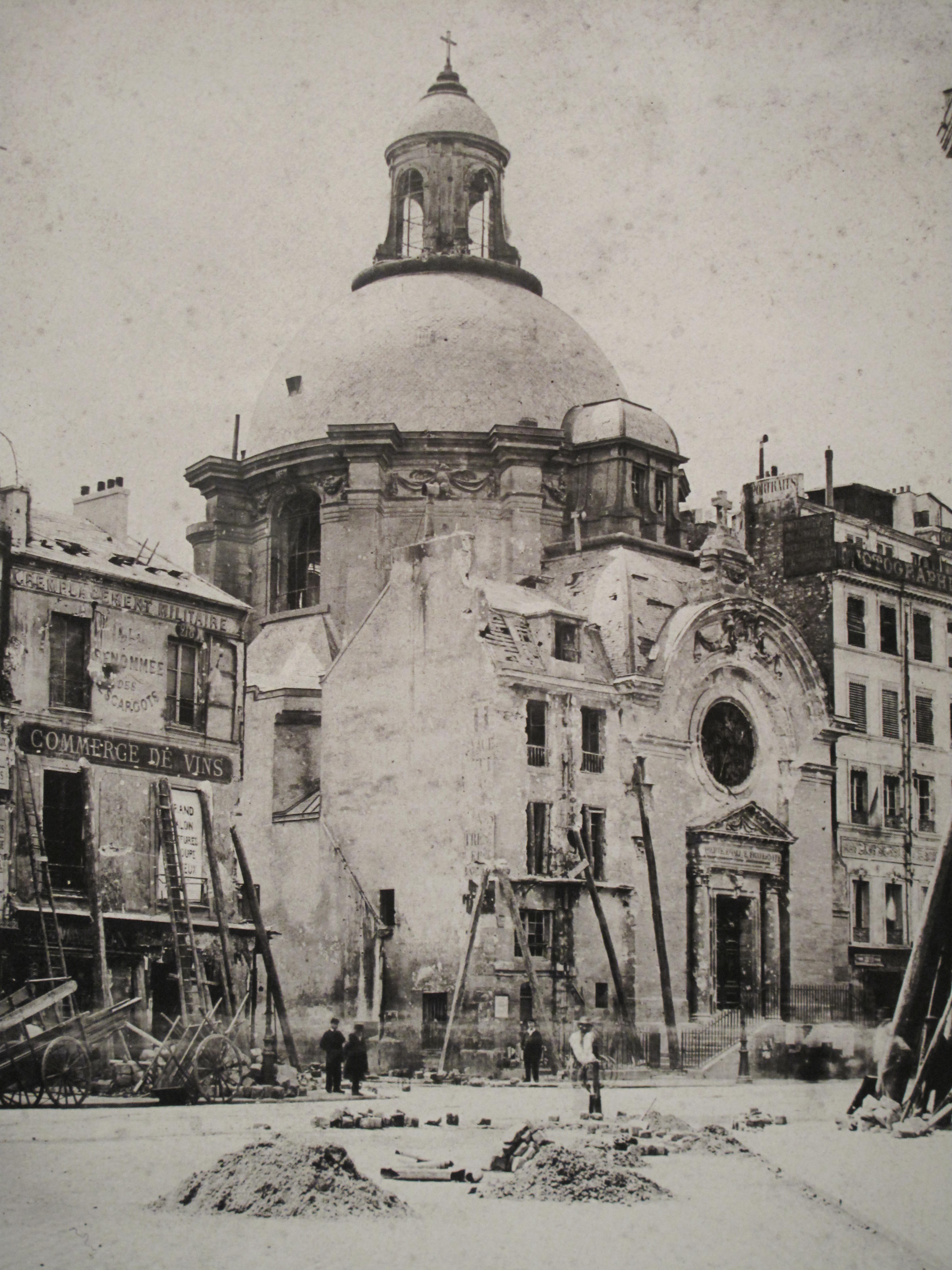
L'esterno danneggiato dalla Comune di Parigi del 1871
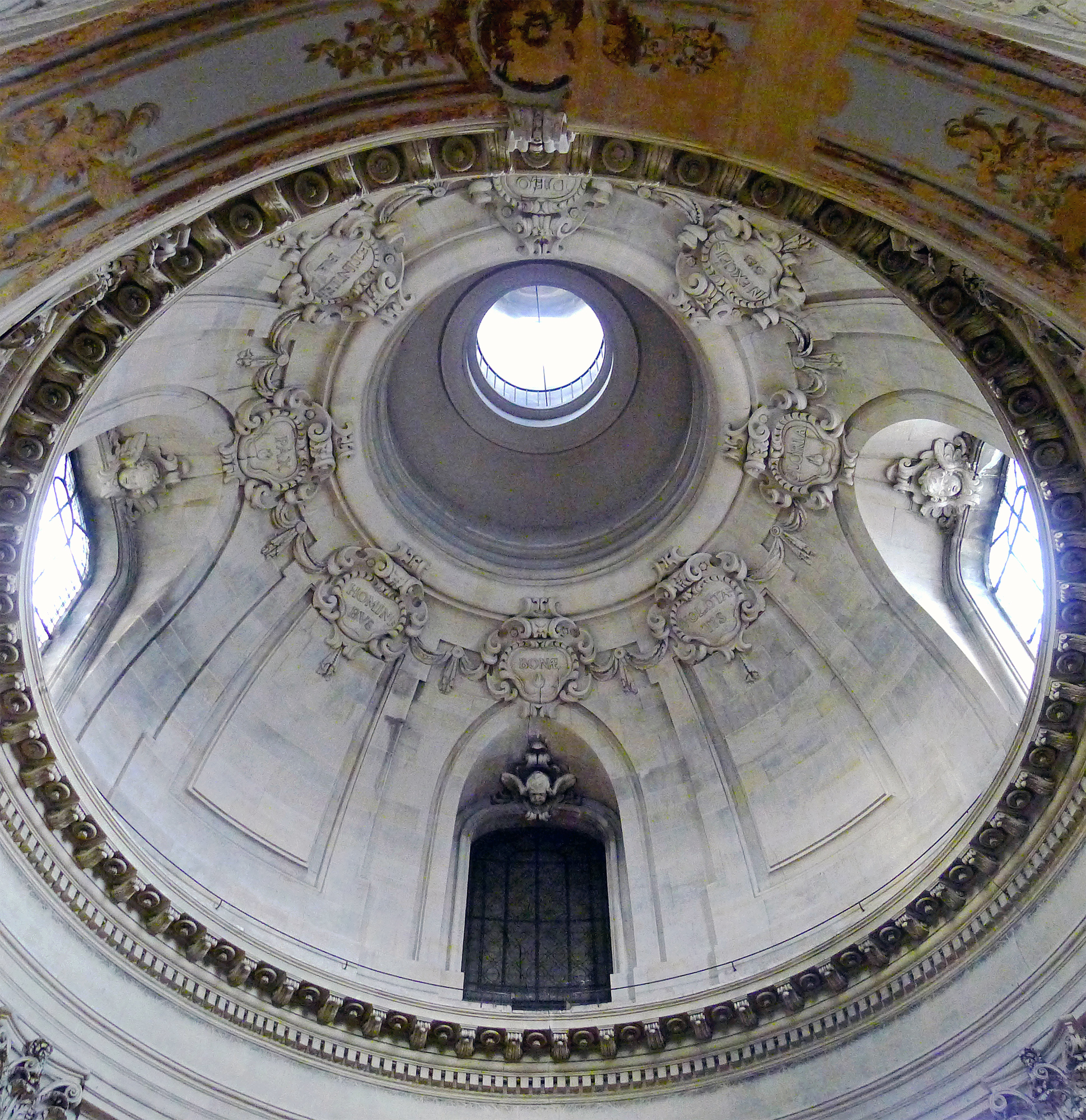
Interno della cupola
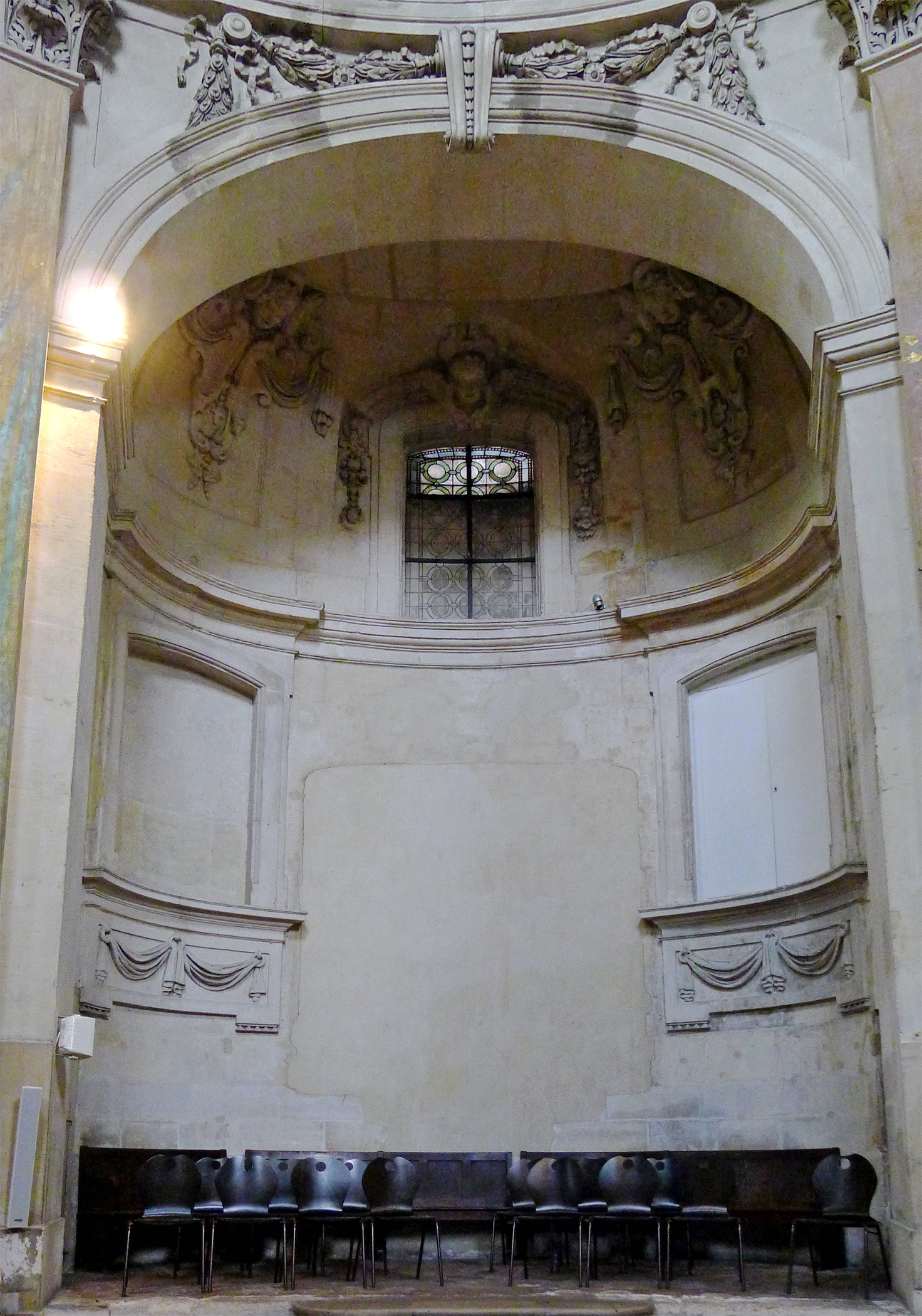
Cappella di destra
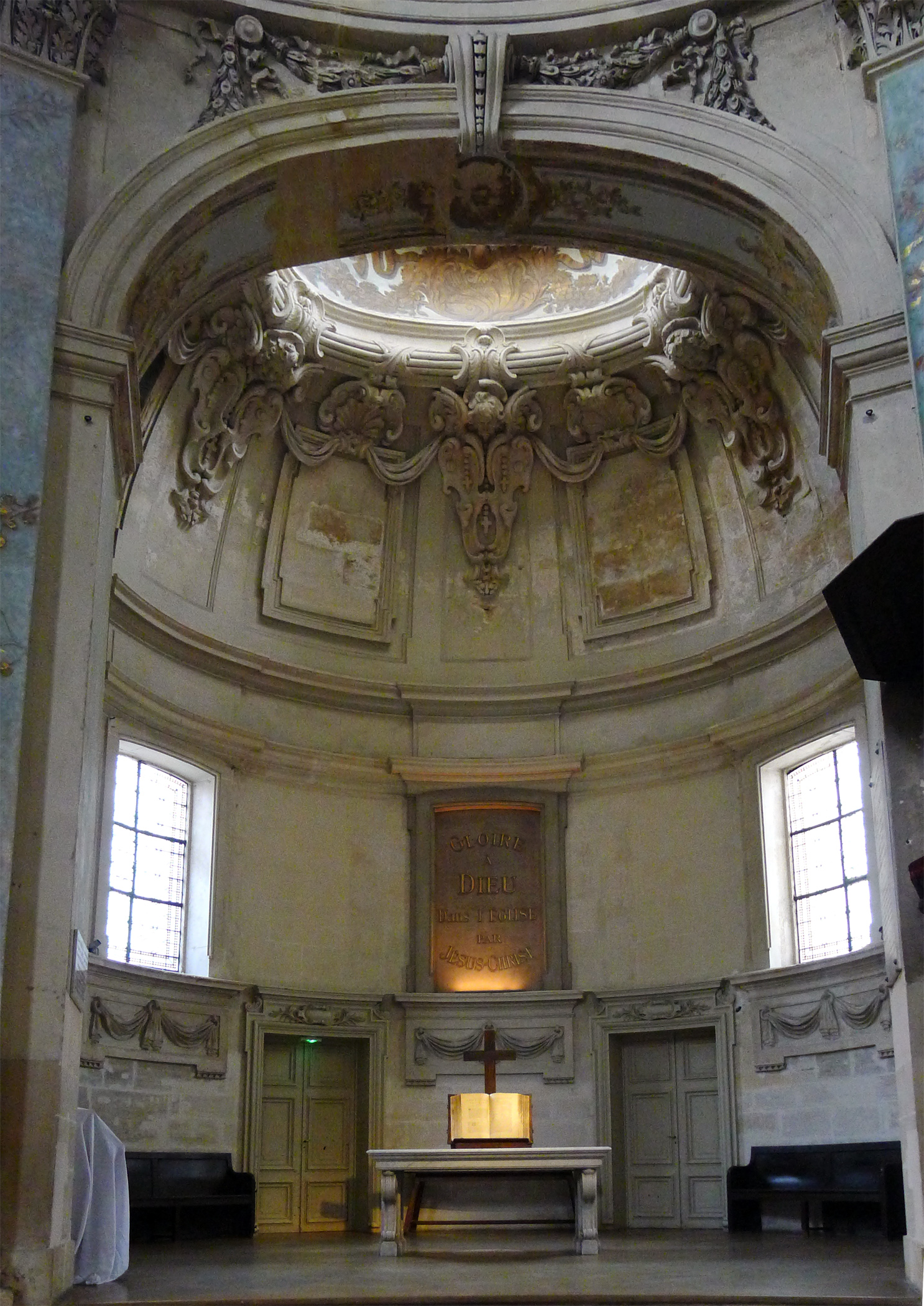
Abside e presbiterio
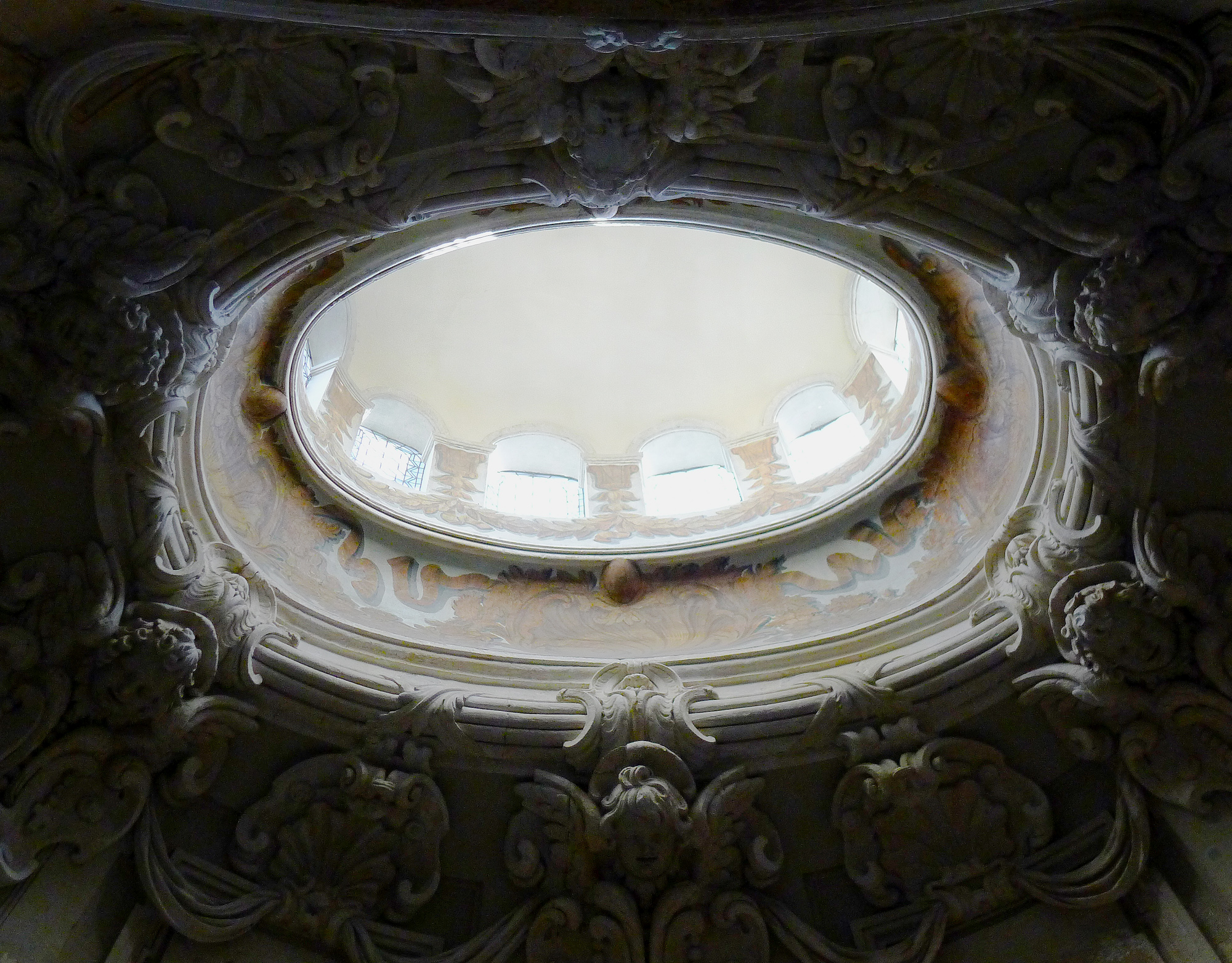
Volta dell'abside
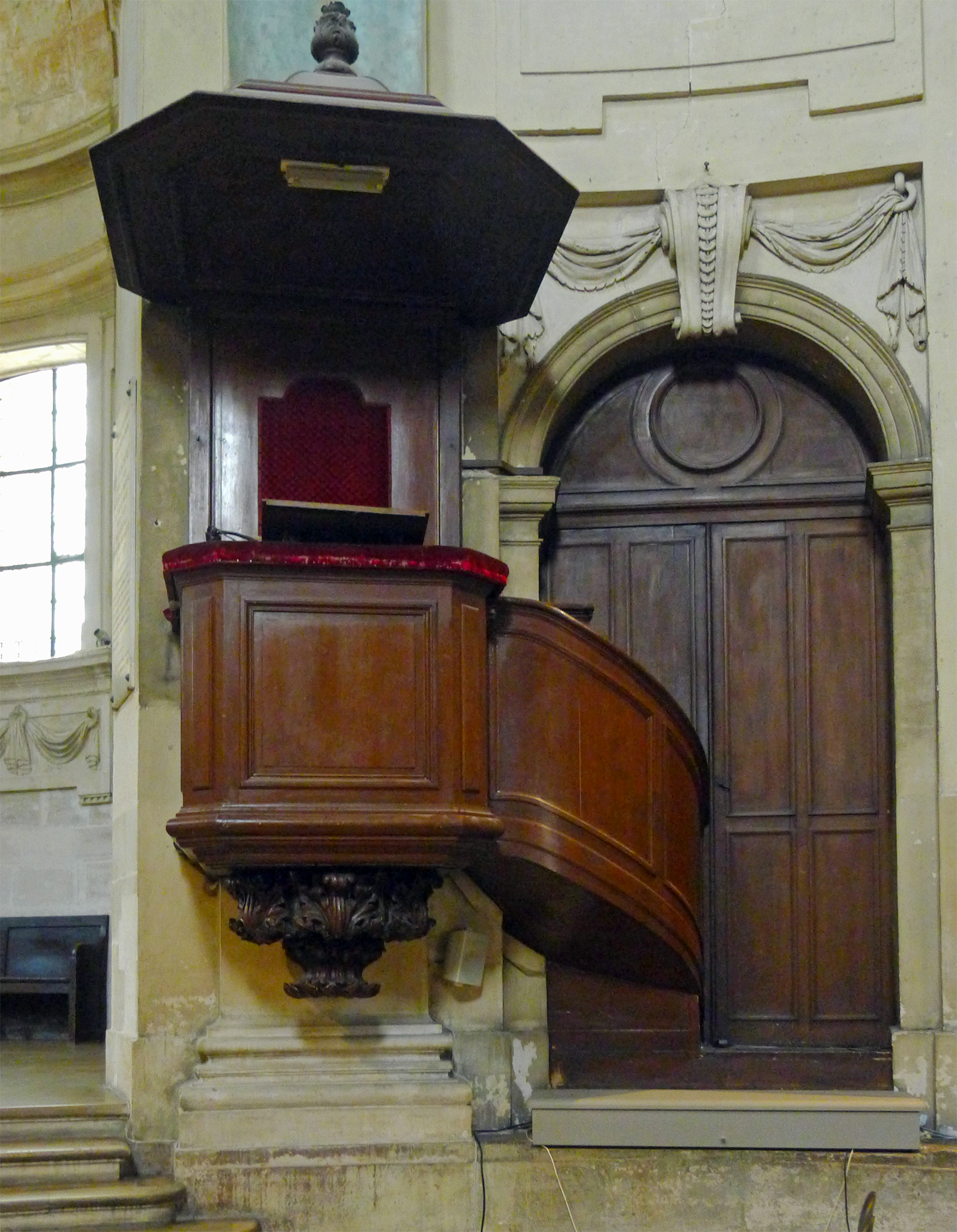
Pulpito
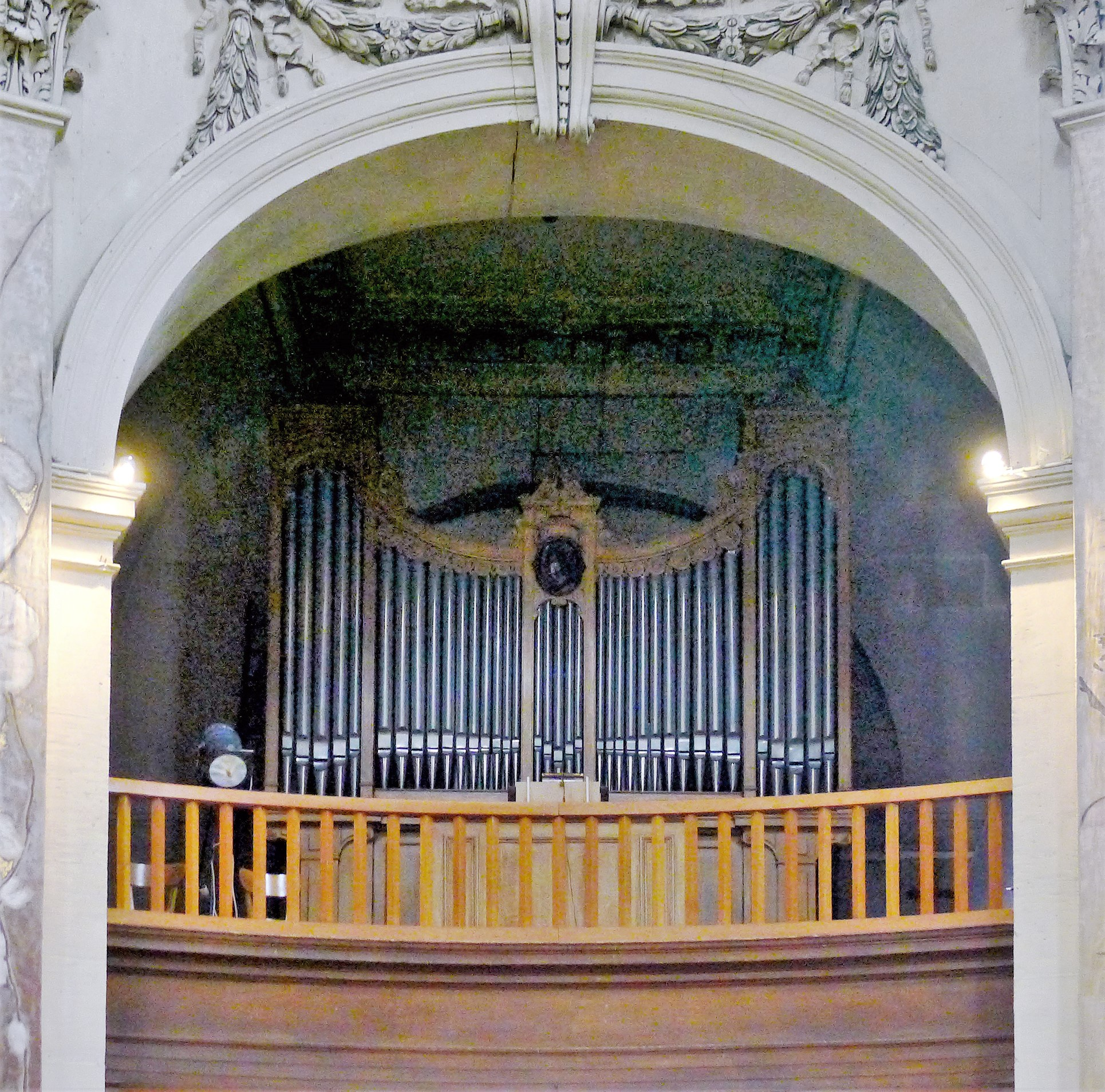
Organo a canne